# Xã Paw Paw, Quận DeKalb, Illinois
Xã Paw Paw (tiếng Anh: Paw Paw Township) là một xã thuộc quận DeKalb, tiểu bang Illinois, Hoa Kỳ. Năm 2010, dân số của xã này là 334 người.